# Bendionda
Belarmino Carlos Leal D'Ávila, mais conhecido como Bendionda (Santana do Livramento, 24 de Novembro de 1896 — Santana do Livramento, 5 de maio de 1980), foi um futebolista brasileiro que atuou como centroavante.

## História
Bendionda foi um dos primeiros artilheiros da história do Sport Club Internacional. Em 1911, mudou-se para Porto Alegre, ingressando nas categorias de base do clube. Jogou na equipe principal de 1913 a 1917, período em que estudou na capital. 
Bendionda marcou 2 gols no dia 31 de outubro de 1915, na vitória de 4–1 sobre o Grêmio, a primeira vitória colorada em Grenais. Também entrou para a história do clube ao marcar o maior número de gols em uma só partida: 7 gols na vitória de 10–2 sobre o Fussball, dia 26 de setembro de 1915, em partida amistosa na Chácara das Camélias.
Em 1917, Bendionda retornou a Santana do Livramento, para atuar no 14 de Julho. Porém, em viagens à capital, Bendionda chegou a atuar em amistosos e até mesmo em um Grenal, em 1919, pelo Internacional.

## Títulos
Internacional
- Campeonato Citadino de Porto Alegre: 1913, 1914, 1915, 1916, 1917

14 de Julho
- Campeonato Citadino de Santana do Livramento: 1918, 1919, 1920